# Controbloc
 (janvier 2022).
Controbloc est une gamme d'automates programmables historiquement installés dans certaines centrales électronucléaires en cours d'exploitation en France, en particulier les centrales équipées de réacteurs à eau pressurisée de génération P4 et P'4 (puissance nominale 1 300 MWe) mises en service dans les années 1980 et 90.

## Description technique
Installé à la livraison des installations électronucléaires concernées (exhaustivement les sites de Paluel, Flamanville, Saint-Alban, Cattenom, Belleville, Nogent, Penly et Golfech), le Controbloc assure le traitement logique des données « Tout ou rien (TOR) » de l’ensemble des actionneurs du réacteur, en remplacement d’un relayage électromécanique classique. Il est constitué de plusieurs baies qui assurent le traitement d’informations associées à différentes fonctions : l’indisponibilité d’une baie Controbloc, fortuite ou programmée, rend donc indisponibles les fonctions qui lui sont associées.
Ce système a été conçu par CGEE-Alsthom pour ce besoin spécifique : en effet, dans les années 1980, les systèmes d'automates majoritairement électroniques de ce type ne constituaient encore qu'une technologie émergente, et les dispositifs existants sur le marché ne permettaient pas d'atteindre les objectifs de fiabilité et de disponibilité attendus pour ces systèmes.

## Exploitation et évolutions
Le système est destiné à évoluer au fur et à mesure des modifications de l'installation électronucléaire (maintenance, modification, amélioration), et la modification de sa programmation est préalablement testée sur un simulateur par l'entreprise exploitante (Électricité de France), permettant ainsi d'identifier les potentielles difficultés de programmation, de mise en service, ou d'exploitation, avant d'intégrer effectivement ces modifications dans les centrales électronucléaires exploitées.